# Aquilegia atrovinosa
Aquilegia atrovinosa là một loài thực vật có hoa trong họ Mao lương. Loài này được Popov ex Gamajun. mô tả khoa học đầu tiên năm 1964.